# Klaus Bockisch
Klaus Bockisch (* 5. Dezember 1938; † 19. November 2018 in Donaueschingen) war ein deutscher Fußballspieler, der als Abwehrspieler von Preußen Münster in der Debütsaison der Fußball-Bundesliga, 1963/64, alle 30 Spiele absolviert und dabei drei Tore erzielt hat.

## Laufbahn

### Im Westen, bis 1967
Aus der Landesliga Westfalen vom Lüner SV kam der talentierte Defensivspieler Klaus Bockisch zur Runde 1960/61 zu Preußen Münster in die Fußball-Oberliga West. Trainer Kuno Klötzer setzte den Neuzugang erstmals am 21. August 1960 beim Heimspiel gegen Rot-Weiß Oberhausen im westdeutschen Fußballoberhaus ein. An der Seite der Mitspieler Harald Beyer, Falk Dörr, Herbert Eiteljörge und Hermann Lulka absolvierte er 25 Ligaspiele und erzielte ein Tor für Münster. Der kopfball- und zweikampfstarke Abwehrspieler belegte in seinem ersten Jahr Oberliga mit den Preußen den neunten Rang. In den beiden letzten Jahren der Oberligaära, 1961/62 und 1962/63, etablierte sich der Mann aus Lünen als unverzichtbarer Rückhalt der Münsteraner Abwehr. Mit Trainer Richard Schneider wurde 1963 der vierte Rang erreicht, Bockisch hatte alle 30 Spiele absolviert, und der DFB nominierte Münster zusammen mit dem 1. FC Köln, Borussia Dortmund, FC Schalke 04 und dem Meidericher SV zur Runde 1963/64 für die neue Fußball-Bundesliga. Auf die Läuferreihe mit Dagmar Drewes, Bockisch und Werner Lungwitz baute man auch für die Bundesliga. Von 1960 bis 1963 hatte Bockisch in der Oberliga West 84 Spiele absolviert und fünf Tore erzielt.
Das Debüt in der Bundesliga feierte Münster mit Mittelläufer Bockisch am 24. August 1963 mit dem Heimspiel gegen den Hamburger SV. Das Spiel endete vor ausverkauftem Haus 1:1 unentschieden und Bockisch hatte in den Duellen gegen Nationalmittelstürmer Uwe Seeler seine Qualitäten in der Defensive voll zur Geltung gebracht. Mit einem Punkt Rückstand, 23:37 gegenüber 24:36 Zähler, hinter den zwei Konkurrenten Hertha BSC und Karlsruher SC stieg Münster als 15. am Ende der Runde aus der Bundesliga mit dem Torverhältnis von 34:52 Toren ab. Durch die zu schwache Offensive – wenigste erzielte Tore in der Runde – konnte auch die zuverlässige Abwehr um Bockisch und Kollegen – Dortmund als Vierter und Hamburg als Sechster in der Abschlusstabelle hatten mehr Gegentore wie Münster bekommen – den Abstieg nicht verhindern. Nach Rundenende wurde eine schon lange vorher geplante mehrwöchige Fernostreise mit den Stationen Hongkong, Singapur, Sidney, Wellington, Melbourne, Fidschi-Inseln und dem Höhepunkt der Reise, einem viertägigen Aufenthalt in Tahiti, durchgeführt.
In den drei folgenden Runden 1964/65 bis 1966/67 unternahm Bockisch mit Münster den vergeblichen Versuch die Rückkehr in die Bundesliga zu realisieren. Trotz der Talente Klaus Ackermann und Erwin Kostedde war der sechste Platz 1966 das beste Ergebnis des Bemühens. Er absolvierte für Münster von 1964 bis 1967 in der Regionalliga West  92 Spiele und erzielte fünf Tore. Er unterschrieb zur Runde 1967/68 – ein fast sicherer Kontrakt bei Alemannia Aachen war in letzter Minute an zu hohen Ablöseforderungen der Münsteraner gescheitert – beim Süd-Regionalligisten FC Villingen 08 einen neuen Vertrag und verzog vom Münsterland in den Schwarzwald.
Insgesamt hatte er für Münster 206 Ligaeinsätze bestritten, in denen er 13 Tore schoss.

### Im Süden, 1967 bis 1972
Bei den Schwarz-Weißen vom Stadion am Friedengrund übernahm der großgewachsene Defensivspezialist sofort eine Führungsrolle und wurde zum unumschränkten Abwehrchef der 08er-Hintermannschaft. Daneben machte er sich einen Namen durch seine Schusskraft. Seine wuchtigen direkten Freistöße waren bei den gegnerischen „Mauern“ wie auch den Torhütern gefürchtet. Sein erstes Rundenspiel für Villingen absolvierte Bockisch am 13. August 1967 beim 2:2-Auswärtsremis gegen die Stuttgarter Kickers in der Fußball-Regionalliga Süd. In der Saison 1969/70 erreichte er mit Trainer Rudolf Faßnacht und seinen Mannschaftskameraden mit dem neunten Rang die beste Platzierung. Herausragend war dabei am 16. November 1969 der 3:1-Heimerfolg vor 11.000 Zuschauern gegen den späteren Meister und Aufsteiger Kickers Offenbach. Gegen deren Offensivstärke mit den Kremers-Zwillingen Erwin und Helmut, Walter Bechtold, Horst Gecks und Egon Schmitt kam die immer noch vorhandene Klasse des Liberos mit Kult-Status im Friedengrund, entscheidend zur Geltung. Nach der Runde 1971/72, die 08er waren mit 28:44 Punkten abgestiegen, beendete Klaus Bockisch nach 142 Regionalligaeinsätzen mit neun Toren für Villingen seine aktive Spielerlaufbahn.
Bockisch, er machte Villingen zu seiner neuen Heimat und feierte hier auch am 5. Dezember 2008 seinen 70. Geburtstag, blieb den Nullachtern weiterhin verbunden und stellte sich den Schwarz-Weißen nach seinem Karriereende vier Mal als Trainer und Spielertrainer zur Verfügung. 2018 starb Bockisch im Donaueschinger Schwarzwald-Baar-Klinikum.